# Avvocata
L'Avvocata est un quartier de Naples faisant partie de la ville métropolitaine de Naples avec les quartiers de Montecalvario, Mercato, Pendino, Porto et San Giuseppe.
Il confine au nord, nord-ouest et nord-est avec les quartiers de l'Arenella (via Matteo Renato Imbriani) et de Stella (via Fontanelle), et au sud avec les quartiers de Montecalvario et de San Giuseppe (piazza Dante) et à l'est avec le quartier San Lorenzo (via Pessina).
Il est traversé dans sa longueur par la via Salvator Rosa qui est l'axe majeur de ce quartier. Une partie de ce quartier fait partie des Quartiers Espagnols.

## Toponyme
Son nom dérive de l'attribut latin Advocata, donné à la Sainte Vierge, Avocate des hommes et Médiatrice pour les pécheurs. Le mot est au participe passé (advocatus), du genre féminin, venant du verbe advocare qui signifie appeler à la présence.
L'église Santa Maria Avvocata, près de la piazza Dante, en porte le témoignage.

## Histoire
La zone est habitée depuis l'Antiquité, comme en témoigne le pont romain trouvé près de la via Salvator Rosa. Divers styles d'urbanisation se succèdent au cours des siècles, mais le quartier a su garder une certaine homogénéité esthétique surtout du XVIIIe siècle jusqu'à la fin du XIXe siècle, dans un style typiquement napolitain.

## Monuments et lieux remarquables

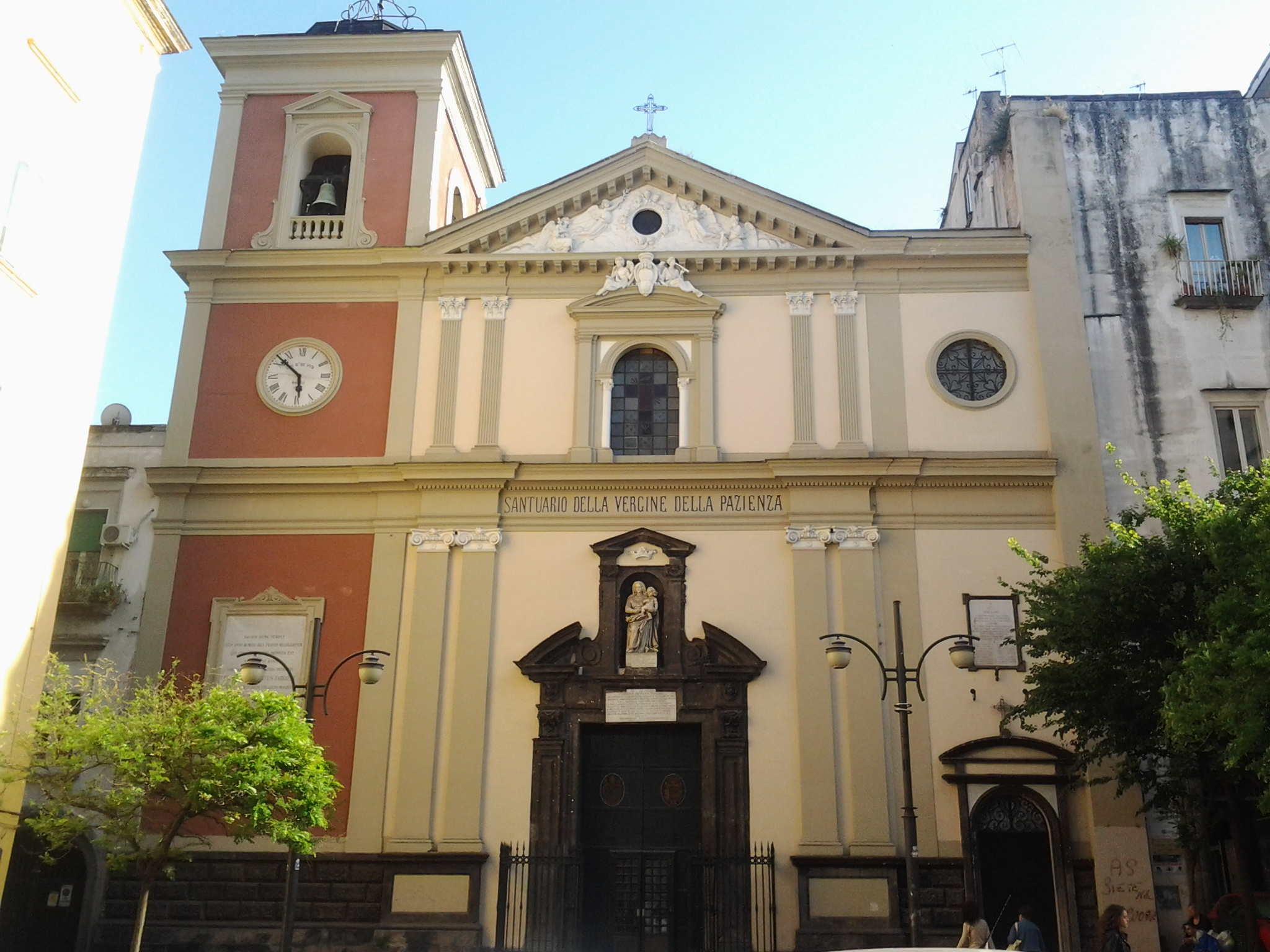
Basilique Santa Maria della Pazienza.

Les témoignages artistiques sont extrêmement nombreux et il est impossible de les citer tous. Les plus importants sont : la basilique Santa Maria della Pazienza, l'église Santa Maria Maddalena de' Pazzi donnant via Salvator Rosa et l'église San Potito dans la zone homonyme, dite aussi la Costigliola. La piazza Dante est un témoignage architectural d'importance de la cité parthénopéenne et l'une de ses places les plus vastes.
De grands palais donnent sur la via Salvator Rosa avec des cours intérieures caractéristiques par leurs arcades et leurs escaliers d'honneur. Les palais les plus significatifs de cette rue sont les suivants:
- Palazzo Gatto
- Palazzo Bottiglieri
- Palazzo Tango
- Palazzo Loffredo
- Palazzo Caracciolo di Girifalco

## Transports
|  | Les sorties Arenella et Capodimonte de la Tangentielle de Naples sont les plus proches du quartier.                  |
|  | On trouve ici la station de métro Salvator Rosa de la ligne 1 du Métropolitain de Naples.                            |
|  | Les principaux axes routiers sont la via Salvator Rosa, la via Girolamo Santacroce et la via Matteo Renato Imbriani. |
|  | Le quartier est desservi par plusieurs lignes d'autobus.                                                             |

## Vidéographie
- (it) [vidéo] « Ascoltando la città all'Avvocata », sur YouTube